# 艇子木属
艇子木属（学名：Lintersemina）为茜草科的一个属。

## 下属物种
本属包括以下物种：
- Lintersemina chucuriensis H. Mendoza-Cifuentes, A. Celis & M.A. González[2]